# Giovanni Battista Somis
Giovanni Battista Somis (Torino, 25 dicembre 1686 – Torino, 14 agosto 1763) è stato un violinista e compositore italiano di età barocca.

## Biografia
Somis nasce a Torino nel 1686 e si perfeziona a Roma con Arcangelo Corelli tra il 1703 e il 1706.
Nel 1733 tiene due concerti nel Palazzo delle Tuileries di Parigi e nel 1738 è nominato solista e direttore di corte di Torino. 
Il 26 dicembre 1740 inaugura il Nuovo Teatro Regio di Torino dirigendo la prima assoluta di Arsace di Francesco Feo con Giovanni Carestini ed Angelo Amorevoli dirigendo a Torino fino al gennaio 1763 nella prima assoluta di Pelopida di Giuseppe Scarlatti.
Fu fondatore della scuola violinistica piemontese, che annoverò Felice Giardini, Gaetano Pugnani e Giovanni Battista Viotti. Fu anche maestro di Jean-Marie Leclair, che a sua volta diede un impulso determinante alla scuola violinistica francese del XVIII secolo.
Compose oltre 150 concerti caratterizzati dalla fusione dello stile francese ed italiano che hanno contribuito allo sviluppo del virtuosismo violinistico. L'unica sua composizione di musica vocale conosciuta è il mottetto Mundi Splendidae.
Fu suo fratello Lorenzo Somis, violinista e compositore della stessa corte torinese.